# Clifton Fadiman
Clifton Fadiman (15 de mayo de 1904 – 20 de junio de 1999) fue un intelectual, autor, editor, y presentador radiotelevisivo de nacionalidad estadounidense.

## Biografía

### Inicios
Su nombre completo era Clifton Paul Fadiman, y nació en el barrio de Brooklyn, en Nueva York. Fadiman era sobrino del famoso psicólogo de origen ruso Boris Sidis, y primo del niño prodigio William James Sidis. La madre de Fadiman era Betteni (Grace) Mandelbaum, que trabajaba como enfermera, y su padre, Isadore, era un inmigrante ruso que llegó a América en 1892, y que trabajaba como boticario.
Fadiman estudió en el Columbia College, en la Universidad de Columbia. Graduado en 1925, entabló una larga amistad con uno de sus profesores, Mark Van Doren, y entre sus contemporáneos en los estudios figuran Jacques Barzun, Mortimer Adler, Lionel Trilling, Louis Zukofsky y Whittaker Chambers.
Tras graduarse en Columbia, Fadiman enseñó inglés en la Ethical Culture Fieldston School (actual "Fieldston School"), en el barrio del Bronx, desde 1925 a 1927.

### Carrera literaria
Fadiman trabajó durante diez años para Simon & Schuster, llegando a ser su editor jefe. En la empresa participó en el inicio de la carrera de Whittaker Chambers como traductor, dándole la oportunidad de traducir del alemán Bambi, una vida en el bosque.
Posteriormente, Fadiman se hizo cargo de la Dirección de la sección de crítica literaria del The New Yorker, puesto que ocupó entre 1933 y 1943.
Además, fue maestro de ceremonias de las entregas del Premio Nacional del Libro en los años 1938 y 1939, y de nuevo cuando dichos premios literarios volvieron a entregarse en 1950. Fadiman formó también parte del jurado en la elección del Book of the Month Club en 1944. En los años 1970 fue editor senior del Cricket Magazine, en el que escribió una columna de crítica literaria para niños, "Cricket's Bookshelf".

### Carrera radiofónica
Encontrándose en el New Yorker, Fadiman se hizo una conocida figura radiofónica, presentando el popular concurso Information, Please! desde mayo de 1938 a junio de 1948. En el show había un trío regular de expertos—Franklin Pierce Adams, John F. Kieran y Oscar Levant—más uno invitado, todos ellos bajo la hábil dirección de Fadiman.

### Carrera en la televisión
En 1952, Information Please! se televisó durante 13 semanas en la CBS, como sustituto del programa The Fred Waring Show. Durante ese período, los seguidores del show radiofónico pudieron ver en persona a Fadiman, Adams y Kieran.
Sin embargo, su programa televisivo de mayor duración fue This Is Show Business, emitido en la CBS desde el 15 de julio de 1949 al 9 de marzo de 1954. En sus primeros cuatro meses fue titulado This Is Broadway, y en el show se mezclaban canciones, baile y otros entretenimientos musicales junto a información. El presentador Fadiman colaboraba de manera regular con Kaufman, Abe Burrows, y Sam Levenson. El show volvió a televisarse en 1956 durante 12 semanas (26 de junio a 11 de septiembre). Fadiman y Burrows volvieron con nuevos panelistas, Walter Slezak y Jacqueline Susann. El marido de Susann, el ejecutivo de TV Irving Mansfield, produjo la reposición del programa en 1956 en la NBC.
Fadiman fue también el último presentador del concurso de la ABC The Name's the Same. Tras la salida del presentador original, Robert Q. Lewis, que había trabajado durante tres años, los productores Mark Goodson y Bill Todman contrataron a varios presentadores para el último ciclo, de 39 episodios: Dennis James, Bob Elliott y Ray Goulding y, finalmente, Fadiman, que presentó el show 11 semanas. 
También en televisión, Fadiman sustituyó en What's My Line? al presentador John Daly durante dos semanas en 1958.

### Vida personal
Fadiman se casó por vez primera en 1927, con Pauline Elizabeth Rush, con la que tuvo un hijo, Jonathan Rush. Se divorciaron en 1949. Su segundo matrimonio, en 1950, fue con Annalee Whitmore Jacoby, una autora y guionista de MGM, además de corresponsal durante la Segunda Guerra Mundial de las revistas Time y Life. Clifton y Annalee tuvieron un hijo, Kim Fadiman, y una hija, la escritora Anne Fadiman. 
Fadiman perdió la vista cumpidos ya los noventa años de edad, aunque continuó con la crítica de manuscritos para el Book of the Month Club, oyendo cintas de los libros, que su hijo Kim le grababa. Después dictaba sus impresiones a su secretaria.
Clifton Fadiman falleció en 1999, a causa de un cáncer de páncreas, en Sanibel (Florida), a los 95 años de edad.
Por su trabajo radiofónico, a Fadiman se le concedió una estrella en el Paseo de la Fama de Hollywood, en el 6284 de Hollywood Boulevard.

## Obra literaria
El catálogo de la Biblioteca del Congreso de Estados Unidos tiene más de 90 trabajos asociados con Fadiman.

### Traducciones del alemán
- Bloody poet; a novel about Nero, de Dezső Kosztolányi, con prefacio de Thomas Mann (1927)
- Ecce homo: y El nacimiento de la tragedia en el espíritu de la música / de Friedrich Nietzsche (1927)
- Man who conquered death, de Franz Werfel (1927)

### Libros
- I believe; the personal philosophies of certain eminent men and women of our time (1939)
- Books are weapons in the war of ideas (1942)
- Party of One (1955)
- Any Number Can Play (1957)
- Fantasia Mathematica (1958, ed.)
- Lifetime Reading Plan (1960)
- The Mathematical Magpie (1962, ed.)
- Enter, Conversing (1962)
- Party of twenty; informal essays from Holiday magazine (1963)
- The Joys of Wine (1975)
- Empty pages: a search for writing competence in school and society (1979?)

### Obras infantiles
- The Voyage of Ulysses (1959)
- The Adventures of Hercules (1960)
- Fireside reader; an assortment of stories, nonfiction, and verses chosen especially for reading aloud (1961)
- The Story of Young King Arthur (1961)
- Wally the Wordworm (1964)
- A visit from St. Nicholas: Facsimiles of the earliest printed newspaper and pamphlet versions and a holograph (1967)
- The World Treasury of Children's Literature (1984)

### Prefacios, introducciones y/o ediciones
- Voice of the city and other stories de O. Henry (1935)
- Ethan Frome de Edith Wharton (1939)
- Reading I've liked; a personal selection drawn from two decades of reading and reviewing, (1941)
- The three readers (1943)
- Short stories de Henry James (1945)
- escritos de Ambrose Bierce (1946)
- Posthumous papers of the Pickwick Club, including three little-remembered chapters from Master Humphrey's clock in which Mr. Pickwick, Sam Weller & other Pickwickians reappear (1949)
- The American Treasury, 1455–1955 (1955, ed.)
- Dionysus; a case of vintage tales about wine. Collected & edited with an introd. by Clifton Fadiman (1962)
- Five American Adventures (1963)
- Fifty years; being a retrospective collection of novels, novellas, tales, drama, poetry, and reportage and essays (1965)
- Ecocide—and thoughts toward survival (1971)
- The People and Places Book (1974)
- The Little, Brown Book of Anecdotes (1985?)
- The World of the Short Story: A 20th Century Collection (1986)
- Great books of the Western world  (1990)
- Living philosophies : the reflections of some eminent men and women of our time (1990)
- The World treasury of modern religious thought  (1990)
- The World treasury of physics, astronomy, and mathematics  (1991)
- Treasury of the Encyclopædia Britannica (1992, ed.)
- Foreword in Famous Last Words
- World poetry : an anthology of verse from antiquity to our time (1998)

### Grabaciones
Algunas de las grabaciones de Fadiman conservadas en la Biblioteca del Congreso de Estados Unidos son las siguientes:
- Prose and poetry of England; Louis Untermeyer, editorial consultant; Clifton Fadiman, narrador (1964)
- The Snob and Name-Dropping (197?)
- They don't flush toilets in Oedipus Rex (1973)
- Center conversations: Clifton Fadiman habla con Harvey Wheeler (1975)
- Battle of the Sexes (1975?)
- The Legacy of Inventions (1975?)